# (177245) 2003 WB
(177245) 2003 WB là một tiểu hành tinh vành đai chính được phát hiện ngày 17 tháng 11 năm 2003 bởi James Whitney Young ở Đài thiên văn Núi bàn gần Wrightwood, California.